# 召喚夜響曲系列
召喚夜響曲是由日本公司Flight-Plan開發，萬普發售的策略模擬角色扮演遊戲系列。劇本由都月狩負責，人物設計由飯塚武史負責。

## 作品
| 作品                                                                                    |                                                                                |
| --------------------------------------------------------------------------------------- | ------------------------------------------------------------------------------ |
| 召喚夜響曲首发日期： - 日本：2000年1月6日                                               | 各平台发行年份： 2000年 - PlayStation、任天堂DS                                |
| 召喚夜響曲首发日期： - 日本：2000年1月6日                                               | 备注： 日版任天堂DS有追加要素                                                  |
| 召喚夜響曲2首发日期： - 日本2001年8月2日                                                | 各平台发行年份： 2001年 - PlayStation、任天堂DS                                |
| 召喚夜響曲 鑄劍物語首发日期： - 日本：2003年4月25日                                     | 各平台发行年份： 2003年 - Game Boy Advance                                     |
| 召喚夜響曲 鑄劍物語首发日期： - 日本：2003年4月25日                                     | 备注： 第一部外傳作品                                                          |
| 召喚夜響曲3首发日期： - 日本：2003年8月7日                                              | 各平台发行年份： 2003年 - PlayStation 2、PlayStation Portable                  |
| 召喚夜響曲 鑄劍物語2首发日期： - 日本：2004年4月20日 - 北美：2006年10月17日             | 各平台发行年份： 2004年 - Game Boy Advance                                     |
| 召喚夜響曲 鑄劍物語2首发日期： - 日本：2004年4月20日 - 北美：2006年10月17日             | 备注： 第二部外傳作品                                                          |
| 召喚夜響曲外傳 破曉之翼首发日期： - 日本：2005年8月4日                                  | 各平台发行年份： 2005年 - PlayStation 2                                        |
| 召喚夜響曲外傳 破曉之翼首发日期： - 日本：2005年8月4日                                  | 备注： 第三部外傳作品                                                          |
| 召喚夜響曲 鑄劍物語 ～起源之石～首发日期： - 日本：2005年12月8日                        | 各平台发行年份： 2005年 - Game Boy Advance                                     |
| 召喚夜響曲 鑄劍物語 ～起源之石～首发日期： - 日本：2005年12月8日                        | 备注： 第四部外傳作品                                                          |
| 召喚夜響曲4首发日期： - 日本：2006年11月30日 - 香港：2006年11月30日                     | 各平台发行年份： 2006年 - PlayStation 2、PlayStation Portable                  |
| 召喚夜響曲 雙紀元 ～精靈們的共鳴～首发日期： - 日本：2007年8月30日 - 北美：2008年6月3日 | 各平台发行年份： 2007年 - 任天堂DS                                             |
| 召喚夜響曲 雙紀元 ～精靈們的共鳴～首发日期： - 日本：2007年8月30日 - 北美：2008年6月3日 | 备注： 第五部外傳作品                                                          |
| 召喚夜響曲X ～淚光寶冠～首发日期： - 日本：2009年11月5日                                | 各平台发行年份： 2009年 - 任天堂DS                                             |
| 召喚夜響曲X ～淚光寶冠～首发日期： - 日本：2009年11月5日                                | 备注： 第六部外傳作品                                                          |
| 召喚夜響曲 毀滅之劍與應許騎士首发日期： - 日本：2010年3月11日                           | 各平台发行年份： 2010年 - PlayStation 2                                        |
| 召喚夜響曲 毀滅之劍與應許騎士首发日期： - 日本：2010年3月11日                           | 备注： 第七部外傳作品                                                          |
| 召喚夜響曲5首发日期： - 日本：2013年5月16日                                             | 各平台发行年份： 2013年 - PlayStation Portable                                 |
| 召喚夜響曲6 消逝的境界首发日期： - 日本：2016年3月10日                                  | 各平台发行年份： 2016年 - PlayStation Vita、PlayStation 4、PlayStation Vita TV |

## 外部連結
- 官方網站 （页面存档备份，存于）